# Discografia di J Dilla

## Album

### Album in studio
| Anno | Titolo                                                                                               | Posizione più alta | Posizione più alta | Posizione più alta | Posizione più alta | Singoli                                                                                                   |
| Anno | Titolo                                                                                               | US                 | US R&B             | US Ind             | US Rap             | Singoli                                                                                                   |
| ---- | --- | ------------------ | ------------------ | ------------------ | ------------------ | --- |
| 2001 | Welcome to Detroit - Pubblicato: 27 febbraio 2001 - Etichetta: BBE Records                           | -                  | -                  | -                  | -                  | Pause |
| 2006 | Donuts - Pubblicato: 7 febbraio 2006 - Etichetta: Stones Throw Records                               | -                  | -                  | 21                 | -                  | - |
| 2006 | The Shining - Pubblicato: 26 agosto 2006 - Etichetta: BBE Records                                    | -                  | 35                 | 9                  | -                  | Won't Do                                                                                                  |
| 2007 | Ruff Draft - Pubblicato: 20 marzo 2007 - Etichetta: Stones Throw Records                             | 112                | 44                 | 9                  | 23                 | - |
| 2007 | Jay Love Japan - Pubblicato: 26 giugno 2007 - Etichetta: Operation Unknown, Pay Jay Productions      | -                  | -                  | -                  | -                  | - |
| 2009 | Jay Stay Paid - Pubblicato: 2 giugno 2009 - Etichetta: Nature Sounds                                 | 96                 | 33                 | -                  | 15                 | Reality Check                                                                                             |
| 2012 | Rebirth of Detroit - Pubblicato: 2012 - Etichetta: Ruff Draft Records                                | -                  | -                  | -                  | -                  | - |
| 2016 | The Diary - Pubblicato: 15 aprile 2016 - Etichetta: Pay Jay, Mass Appeal Records                     | 77                 | 6                  | 7                  | 5                  | Fuck the Police The Anthem Diamonds Give Them What They Want The Introduction Gangsta Boogie The Sickness |
| 2017 | Motor City - Pubblicato: 21 aprile 2017 - Etichetta: Nature Sounds, Official Ma Dukes, Vintage Vibez | -                  | -                  | -                  | -                  | - |
| 2018 | Ruff Draft: Dilla's Mix - Pubblicato: 4 maggio 2018 - Etichetta: Pay Jay                             | -                  | -                  | 50                 | -                  | - |

### Raccolte
| Anno | Titolo                                                                                                   | Posizione più alta | Posizione più alta | Posizione più alta | Posizione più alta | Singoli |
| Anno | Titolo                                                                                                   | US                 | US R&B             | US Ind             | US Rap             | Singoli |
| ---- | --- | ------------------ | ------------------ | ------------------ | ------------------ | ------- |
| 2007 | Jay Deelicious: The Delicious Vinyl Years - Pubblicato: 21 agosto 2007 - Etichetta: Delicious Vinyl      | -                  | -                  | -                  | -                  | -       |
| 2009 | Dillanthology 1: Dilla's Productions for Various Artists - Pubblicato: 2009 - Etichetta: Rapster Records | -                  | -                  | -                  | -                  | -       |
| 2009 | Dillanthology 2: Dilla's Remixes for Various Artists - Pubblicato: 2009 - Etichetta: Rapster Records     | -                  | -                  | -                  | -                  | -       |
| 2009 | Dillanthology 3: Dilla's Productions - Pubblicato: 2009 - Etichetta: Rapster Records                     | -                  | -                  | -                  | -                  | -       |
| 2013 | Lost Tapes, Reels + More - Pubblicato: 2013 - Etichetta: Mahogani Music                                  | -                  | -                  | -                  | -                  | -       |
| 2014 | The King of Beats - Pubblicato: 2014 - Etichetta: Yancey Media Group, Vintage Vibez                      | -                  | -                  | -                  | -                  | -       |
| 2015 | Dillatronic - Pubblicato: 30 ottobre 2015 - Etichetta: Vintage Vibez                                     | -                  | -                  | -                  | -                  | -       |
| 2016 | The King of Beats, Vol. 2: Lost Scrolls - Pubblicato: 5 agosto 2016 - Etichetta: Yancey Media Group      | -                  | -                  | -                  | -                  | -       |
| 2016 | Jay Dee's Ma Dukes Collection - Pubblicato: 5 agosto 2016 - Etichetta: Yancey Media Group, Vintage Vibez | -                  | -                  | -                  | -                  | -       |
| 2017 | J Dilla's Delights, Vol. 1 - Pubblicato: 2017 - Etichetta: Yancey Media Group, Vintage Vibez             | -                  | -                  | -                  | -                  | -       |
| 2017 | J Dilla's Delights, Vol. 2 - Pubblicato: 2017 - Etichetta: Yancey Media Group, Vintage Vibez             | -                  | -                  | -                  | -                  | -       |

### EP
| Anno | Titolo                                                                                  |
| ---- | --------------------------------------------------------------------------------------- |
| 2002 | Vol. 1: Unreleased - Pubblicato: 1 ottobre 2002 - Etichetta: Bling 47                   |
| 2003 | Vol. 2: Vintage - Pubblicato: 1 gennaio 2003 - Etichetta: Bling 47                      |
| 2003 | Ruff Draft - Pubblicato: 25 febbraio 2003 - Etichetta: Mummy Records                    |
| 2006 | Donuts EP: J. Rocc's Picks - Pubblicato: marzo 2006 - Etichetta: Stones Throw Records   |
| 2010 | Donut Shop - Pubblicato: giugno 2010 - Etichetta: Stones Throw Records, Serato, Pay Jay |
| 2012 | Dillatroit - Pubblicato: 25 maggio 2012 - Etichetta: Mahogani Music                     |
| 2013 | The Lost Scrolls Vol. 1 - Pubblicato: 5 febbraio 2013 - Etichetta: Ruff Draft Records   |
| 2013 | Diamonds & Ice - Pubblicato: 27 agosto 2013 - Etichetta: Pay Jay                        |
| 2014 | Give 'Em What They Want - Pubblicato: 20 maggio 2014 - Etichetta: Pay Jay               |

### Album collaborativi

#### Con gli Slum Village
| Anno | Titolo                                                                                                   | Posizione più alta | Posizione più alta | Posizione più alta | Posizione più alta | Singoli                                                   |
| Anno | Titolo                                                                                                   | US                 | US R&B             | US Ind             | US Rap             | Singoli                                                   |
| ---- | --- | ------------------ | ------------------ | ------------------ | ------------------ | --------------------------------------------------------- |
| 2000 | Fantastic, Vol. 2 - Pubblicato: 13 giugno 2000 - Etichetta: Good Vibe Recordings                         | 180                | 16                 | 44                 | -                  | Get Dis Money I Don't Know Climax (Girl Shit) Raise It Up |
| 2006 | Fan-Tas-Tic (Vol. 1) - Pubblicato: 28 febbraio 2006 - Etichetta: Donut Boy Recordings                    | -                  | -                  | -                  | -                  | -                                                         |
| 2010 | Villa Manifesto - Pubblicato: 27 luglio 2010 - Etichetta: E1 Entertainment, Ne'Astra Music Group, Octave | -                  | 37                 | 31                 | 21                 | Faster                                                    |

#### Con Madlib come Jaylib
| Anno | Titolo                                                                              | Posizione più alta | Posizione più alta | Singoli                                      |
| Anno | Titolo                                                                              | US R&B             | US Ind             | Singoli                                      |
| ---- | ----------------------------------------------------------------------------------- | ------------------ | ------------------ | -------------------------------------------- |
| 2003 | Champion Sound - Pubblicato: 7 ottobre 2003 - Etichetta: Stones Throw Records, PIAS | 92                 | 22                 | The Red / The Official McNasty Filth / Pillz |

#### Con Frank N Dank
| Anno | Titolo                                                                          | Singoli |
| ---- | ------------------------------------------------------------------------------- | ------- |
| 2013 | 48 Hours Instrumentals - Pubblicato: febbraio 2013 - Etichetta: Delicious Vinyl | -       |

### EP collaborativi

#### Con gli Slum Village con il nome di J-88
| Anno | Titolo                                                                   |
| ---- | ------------------------------------------------------------------------ |
| 2000 | Best Kept Secret - Pubblicato: 31 luglio 2000 - Etichetta: Groove Attack |

## Apparizioni
| Anno | Artista              | Album                             | Singolo                                                       |
| ---- | -------------------- | --------------------------------- | ------------------------------------------------------------- |
| 1997 | Tami Hert            | If You Were Mine                  | "If You Were Mine (Detroit Demolition Mix)"                   |
| 2000 | Common               | Like Water for Chocolate          | "Heat", "Nag Champa (Afrodisiac for the World)", "Thelonious" |
| 2000 | Que D                | Quite Delicious                   | "Supa Shit"                                                   |
| 2001 | Bahamadia            | BB Queen                          | "One-4-Teen (Funky for You)"                                  |
| 2002 | Frank-N-Dank         | Off Ya Chest                      | "Take Dem Clothes Off"                                        |
| 2003 | Nottz & Boogie       | Best Kept Secret                  | "Fight Club"                                                  |
| 2004 | B.R. Gunna           | Dirty District: Vol. 2            | "Do Your Thang", "Stupid"                                     |
| 2004 | Dabrye               | Two/Three                         | "Game Over"                                                   |
| 2004 | DJ Cam               | Liquid Hip Hop                    | "Love Junkee (J Dilla Remix)"                                 |
| 2004 | Pete Rock            | Soul Survivor II                  | "Niggaz Know"                                                 |
| 2004 | Phat Kat             | The Undeniable                    | "Door"                                                        |
| 2004 | Slum Village         | Detroit Deli (A Taste of Detroit) | "Reunion"                                                     |
| 2004 | Wale Oyejide         | One Day, Everything Changed       | "There's a War Going On"                                      |
| 2005 | Diamond D            | The Diamond Mine                  | "We Gangstas"                                                 |
| 2005 | Lawless Element      | Soundvision: In Stereo            | "Love", "Words From Dilla"                                    |
| 2005 | Platinum Pied Pipers | Triple P                          | "Shotgun", "Act Like You Know"                                |
| 2005 | Platinum Pied Pipers | Ubiquity                          | "Shotgun (Remix)"                                             |
| 2005 | Sa-Ra                | The Second Time Around            | "Thrilla"                                                     |

## Produzioni di J Dilla
| Anno | Artista                             | Album                                               | Singolo prodotto | Co-produzioni                                                                    |
| ---- | ----------------------------------- | --------------------------------------------------- | --- | -------------------------------------------------------------------------------- |
| 1994 | Da Enna C                           | Throw Ya Hands in the Air VLS                       | "NOW" |                                                                                  |
| 1995 | 1st Down                            | A Day wit the Homiez VLS                            | |                                                                                  |
| 1995 | 5 Elementz                          | The Album That Time Forgot LP                       | "Whutchawant", "Feed Back", "Rockshows", "Party Groove", "Janet Jacme", "E.G.O.", "Don't Stop", "Searchin'" |                                                                                  |
| 1995 | Little Indian                       | One Little Indian VLS                               | "One Little Indian (Jaydee's *hit Remix)" |                                                                                  |
| 1995 | The Pharcyde                        | Labcabincalifornia LP                               | "Runnin'", "Bullshit", "Splatittorium", "Somethin' That Means Somethin'", "Drop" | Bootie Brown                                                                     |
| 1996 | A Tribe Called Quest                | Beats, Rhymes and Life LP                           | "1nce Again", "Get a Hold", "Keeping It Moving", "Stressed Out", "Word Play" | The Ummah                                                                        |
| 1996 | Busta Rhymes                        | The Coming LP                                       | "Keep It Movin'", "Still Shinin'" | The Ummah                                                                        |
| 1996 | Busta Rhymes                        | Woo Hah!! Got You All in Check CDM                  | "Woo-Hah!! (The Jay-Dee Bounce Remix)", "Woo-Hah!! (The Jay-Dee Other Shit Remix)" | The Ummah                                                                        |
| 1996 | Busta Rhymes                        | It's a Party VLS                                    | "It's a Party (Ummah Remix)", "Ill Vibe (Ummah Remix)" | The Ummah                                                                        |
| 1996 | De La Soul                          | Stakes Is High LP                                   | "Stakes Is High" | De La Soul                                                                       |
| 1996 | De La Soul                          | Itzsoweezee (HOT) CDS                               | "Stakes Is High (Remix)" |                                                                                  |
| 1996 | Keith Murray                        | Enigma LP                                           | "Dangerous Ground" + "Rhyme Remix" (Limited Edition Pressings) | The Ummah                                                                        |
| 1996 | Keith Murray                        | The Rhyme VLS                                       | "The Rhyme (Slum Village Street Mix)" | The Ummah                                                                        |
| 1996 | Natives of da Underground           | Whatcha Gonna Do For Me VLS                         | "Pack da Hous", "Brothas Juss Don't Know" | The Ummah                                                                        |
| 1996 | Mad Skillz                          | From Where??? LP                                    | "It's Goin' Down", "The Jam" |                                                                                  |
| 1996 | The Pharcyde                        | Drop VLS                                            | "Runnin' (Jay Dee Remix)" |                                                                                  |
| 1996 | The Pharcyde                        | Runnin' CDS                                         | "Runnin' (Jay Dee Extended Mix)", "Runnin' (Smooth Mix)" |                                                                                  |
| 1996 | The Pharcyde                        | She Said CDS                                        | "She Said (Remix)" |                                                                                  |
| 1996 | Slum Village                        | Fantastic Vol. 1 LP                                 | Intero album |                                                                                  |
| 1996 | Artisti vari                        | Detroit Hip Hop Volume 1                            | Proof - "Da Science" |                                                                                  |
| 1996 | Artisti vari                        | NFL Jams                                            | AZ, Ray Buchanan, Scott Galbraith & [hané - "When the Cheering Stops", Phife Dawg & Rodney Hampton - "Game Day" | The Ummah                                                                        |
| 1997 | A Tribe Called Quest                | Jam EP                                              | "Get a Hold", "Mardi Gras at Midnight" | The Ummah                                                                        |
| 1997 | The Brand New Heavies               | Sometimes CDS                                       | "Sometimes (Ummah Remix)" | The Ummah                                                                        |
| 1997 | Busta Rhymes                        | When Disaster Strikes LP                            | "So Hardcore" | The Ummah                                                                        |
| 1997 | Crustation                          | Purple CDS                                          | "Purple (A Tribe Called Quest Edit)", "Purple (A Tribe Called Quest Mix)" | The Ummah                                                                        |
| 1997 | Janet Jackson                       | Got 'Til It's Gone CDS                              | "Got 'Til It's Gone (Ummah Jay Dee Revenge Mix)" | The Ummah                                                                        |
| 1997 | Janet Jackson                       | The Velvet Rope LP                                  | "Got 'Til It's Gone" | Jimmy Jam & Terry Lewis                                                          |
| 1997 | Jay Dee                             | Jay Dee Unreleased EP                               | Intero EP |                                                                                  |
| 1997 | Somethin' for the People            | All I Do 12"                                        | "All I Do (Jay Dee's *hit Mix)" | The Ummah                                                                        |
| 1997 | 2Pac                                | Do for Love                                         | "Do For Love" | Soulshock & Karlin                                                               |
| 1998 | A Tribe Called Quest                | The Love Movement LP                                | "4 Moms", "Against The World", "Busta's Lament", "Da Booty", "Find a Way", "His Name Is Mutty Ranks", "Start It Up", "Steppin' It Up" | The Ummah, Bay-Lloyd                                                             |
| 1998 | Bizarre                             | Attack of the Weirdos EP                            | "Butterfly" |                                                                                  |
| 1998 | Funkmaster Flex                     | The Mix Tape Volume III                             | "That Shit" | The Ummah                                                                        |
| 1998 | Mood                                | Snake Backs VLS                                     | "Secrets of the Sand (Remix)" | The Ummah                                                                        |
| 1998 | N'Dea Davenport                     | Bullshittin' CDS                                    | "Bullshittin' (Remix)" |                                                                                  |
| 1998 | The Lone Ranger                     | It's Yours VLS                                      | "The Consequences" | The Ummah                                                                        |
| 1999 | 5 Ela                               | 5-E Pt. 3 LP                                        | "You Ain't Fresh", "Ain't No Love" |                                                                                  |
| 1999 | Brand New Heavies                   | Saturday Night CDS                                  | "Saturday Night (Jay Dee Remix)" | The Ummah                                                                        |
| 1999 | Heavy D                             | Heavy LP                                            | "Listen" | The Ummah                                                                        |
| 1999 | Nine Yards                          | Always Find a Way CDS                               | "Always Find a Way (Jay Dee Remix)" |                                                                                  |
| 1999 | Phife Dawg                          | Bend Ova VLS                                        | | The Ummah                                                                        |
| 1999 | Q-Tip                               | Amplified LP                                        | "Wait Up", "Higher", "Moving with U", "Let's Ride", "Things U Do", "All In", "Go Hard", "Breathe & Stop", "End of Time", "Do It, Be It, See It" | The Ummah                                                                        |
| 1999 | The Roots                           | Things Fall Apart LP                                | "Dynamite!" | Grand Wizzards                                                                   |
| 1999 | The Roots                           | You Got Me CDS                                      | "New Year's @ Jay Dee" | Grand Wizzards                                                                   |
| 2000 | Brand New Heavies                   | Trunk Funk Classics: 1991-2000                      | "Sometimes (Remix)", "Saturday Nite (Remix)" |                                                                                  |
| 2000 | Busta Rhymes                        | Anarchy LP                                          | "Enjoy Da Ride", "Live It Up", "Show Me What You Got" |                                                                                  |
| 2000 | Common                              | Like Water for Chocolate LP                         | "Time Travelin' (A Tribute To Fela)", "Heat", "Dooinit", "The Light", "Funky For You", "The Questions", "Time Travelin' Reprise", "A Film Called (Pimp)", "Nag Champa (Afrodisiac for the World)", "Thelonius", "Payback Is A Grandmother"                                            | Soulquarians ("Time Travellin"), James Poyser ("Funky For You", "The Questions") |
| 2000 | De La Soul                          | AOI: Mosaic Thump LP                                | "Thru Ya City" |                                                                                  |
| 2000 | Erykah Badu                         | Mama's Gun LP                                       | "Didn't Cha Know?", "My Life", "Cleva", "Kiss Me On My Neck" | Soulquarians                                                                     |
| 2000 | Frank-N-Dank                        | Everybody Get Up VLS                                | |                                                                                  |
| 2000 | Frank-N-Dank                        | Me and My Man VLS                                   | |                                                                                  |
| 2000 | Guru                                | Jazzmatazz, Vol. 3: Streetsoul LP                   | "Certified" |                                                                                  |
| 2000 | Innerzone Orchestra                 | People Make the World Go Round VLS                  | "People Make the World Go Round (J-88 Mix)" |                                                                                  |
| 2000 | J-88                                | Best Kept Secret EP                                 | "From Detroit With Love (Intro)", "Look of Love, Pt. 1", "Get It Together", "Stupid Lies", "Things You Do", "Keep It On", "Look of Love, Pt. 2" |                                                                                  |
| 2000 | J Dilla                             | Fuck the Police VLS                                 | Intero album |                                                                                  |
| 2000 | Phat Kat                            | Dedication to the Suckers VLS                       | Intero album |                                                                                  |
| 2000 | Phife Dawg                          | Ventilation: Da LP                                  | "Bend Ova", "4 Horsemen" |                                                                                  |
| 2000 | Que D                               | Quite Delicious VLS                                 | Intero album |                                                                                  |
| 2000 | Slum Village                        | Fantastic, Vol. 2 LP                                | Intero album | D'Angelo ("Tell Me"), Pete Rock ("Once Upon a Time")                             |
| 2000 | Slum Village                        | Fall in Love (Remix) VLS                            | Intero album |                                                                                  |
| 2000 | Spacek                              | Eve CDS                                             | "Eve (Jay Dee Mix)" | Intero album                                                                     |
| 2000 | Toshi Kubota                        | Nothing But Your Love CDS                           | "Nothing But Your Love (Jay Dee Remix) |                                                                                  |
| 2000 | Artisti vari                        | Definition of Ill                                   | Phife Dawg - "Ya Heard Me?" |                                                                                  |
| 2000 | Artisti vari                        | Bamboozled OST                                      | Common & Erykah Badu - "In the Light Remix (For U) |                                                                                  |
| 2000 | Artisti vari                        | The Hurricane OST                                   | Black Star - "Little Brother" |                                                                                  |
| 2000 | Artisti vari                        | Lyricist Lounge 2                                   | Royce da 5'9" - "Let's Grow" |                                                                                  |
| 2001 | Bahamadia                           | BB Queen LP                                         | "One-4-Teen (Funky for You)" (Limited Pressings Only) |                                                                                  |
| 2001 | Bilal                               | 1st Born Second LP                                  | "Reminisce" |                                                                                  |
| 2001 | Busta Rhymes                        | Genesis LP                                          | "Genesis", "Make It Hurt" |                                                                                  |
| 2001 | Chino XL                            | I Told You So LP                                    | "Don't Say a Word" |                                                                                  |
| 2001 | De La Soul                          | AOI: Bionix LP                                      | "Peer Pressure" |                                                                                  |
| 2001 | Jay Dee                             | Welcome 2 Detroit LP                                | Intero album | Karriem Riggins ("The Clapper")                                                  |
| 2001 | Lucy Pearl                          | Without You VLS                                     | "Without You (Jay Dee Remix) |                                                                                  |
| 2001 | Mos Def                             | Can U C the Pride in the Panther VLS                | "Can U C the Pride in the Panther? (Remix)" |                                                                                  |
| 2001 | Que D                               | Still Bangin' VLS                                   | "In Yo Face" |                                                                                  |
| 2002 | Big Tone                            | The Party Crasher VLS                               | "The Party Crasher (J Dilla Mix)" |                                                                                  |
| 2002 | Busta Rhymes                        | It Ain't Safe No More LP                            | "It Ain't Safe No More", "What Up", "Turn Me Up Some" |                                                                                  |
| 2002 | Common                              | Electric Circus LP                                  | "Soul Power", "Aquarius", "Electric Wire Hustler Flower", "New Wave", "Star *69 (PS With Love)", "Between Me, You & Liberation", "I Am Music" | Soulquarians                                                                     |
| 2002 | DJ Jazzy Jeff                       | The Magnificent EP                                  | "Are U Ready?" |                                                                                  |
| 2002 | Frank-N-Dank                        | Off Ya Chest VLS                                    | |                                                                                  |
| 2002 | Frank-N-Dank                        | Push VLS                                            | |                                                                                  |
| 2002 | Jay Dee                             | Vol. 1: Unreleased                                  | Intera compilation |                                                                                  |
| 2002 | Frank-N-Dank                        | Push VLS                                            | |                                                                                  |
| 2002 | Que D                               | Que D Limited Edition CD                            | "Supa Shit", "Kilo", "Cash Flow", "Michele", "Rock Box", "Don't Stop", "In Yo Face" |                                                                                  |
| 2002 | Slum Village                        | Trinity (Past, Present and Future) LP               | "Hoes", "Let's", "One" |                                                                                  |
| 2002 | Talib Kweli                         | Quality LP                                          | "Where Do We Go?", "Stand to the Side" |                                                                                  |
| 2002 | Artisti vari                        | 2 Thousand And One                                  | Bahamadia - One-4-Teen (Funky For You) (Jay Dee's Remix) |                                                                                  |
| 2002 | Artisti vari                        | Lyricist Lounge: West Coast                         | Chino XL & Saafir - "How It Goes" |                                                                                  |
| 2002 | Artisti vari                        | Stones Throw White Label #1                         | Jaylib - "The Message" | Jaylib                                                                           |
| 2003 | ASD                                 | Wer Hätte Das Gedacht? LP                           | "Komm Schon" |                                                                                  |
| 2003 | ASD                                 | Hey Du EP                                           | "Wenn Ihr Fühlt..." |                                                                                  |
| 2003 | Common                              | Come Close Remix (Closer) CDS                       | "Come Close Remix (Closer)" |                                                                                  |
| 2003 | Daft Punk                           | Daft Club                                           | "Aerodynamic (Slum Village Remix)" |                                                                                  |
| 2003 | De La Soul                          | Shoomp CDS                                          | |                                                                                  |
| 2003 | Frank-N-Dank                        | Ma Dukes VLS                                        | |                                                                                  |
| 2003 | Frank-N-Dank                        | 48 Hours LP                                         | Intero album |                                                                                  |
| 2003 | Jay Dee                             | Ruff Draft EP                                       | EP & Intero CD del 2007 (Re-masterizzato con Bonus Track) |                                                                                  |
| 2003 | Jay Dee                             | Vol. 2: Vintage                                     | Intera compilation |                                                                                  |
| 2003 | Jaylib                              | Champion Sound LP                                   | "L.A. to Detroit", "Nowadayz, "The Red", "Raw Shit", "The Heist", "React", "Strip Club", "The Exclusive", "Starz" + "Raw Addict" & "Pills" (Deluxe Edition / Limited Edition UK) | Jaylib                                                                           |
| 2003 | Jaylib                              | Raw Addict VLS                                      | | Jaylib                                                                           |
| 2003 | Royce da 5'9"                       | Build and Destroy MIX                               | "Life Goes On" |                                                                                  |
| 2003 | Subtitle                            | Greatest Hit$$ MIX                                  | "Mark Luv Mixtape Song" |                                                                                  |
| 2003 | T-Love                              | Long Way Back LP                                    | "When You're Older (Ode To The Pickaninny)", "Who Smoked Sunshine?", "Long Way Back", "Chiquita" | Ron E. ("Long Way Back")                                                         |
| 2003 | Vivian Green                        | Fanatic VLS                                         | "Fanatic (Jay Dee Mix)" |                                                                                  |
| 2004 | Amp Fiddler                         | I Believe in You CDS                                | "I Believe in You (Jaylib Mix)" |                                                                                  |
| 2004 | Amp Fiddler                         | Waltz of a Ghetto Fly LP                            | "Intro", "You Play Me", "Waltz of a Ghetto Fly" | Amp Fiddler ("You Play Me")                                                      |
| 2004 | Consequence                         | Take 'Em to the Cleaners MIX                        | "The Consequences" |                                                                                  |
| 2004 | De La Soul                          | The Grind Date LP                                   | "Verbal Clap", "Much More" + "Shoomp" (Limited Edition) |                                                                                  |
| 2004 | DJ Cam                              | Liquid Hip Hop LP                                   | "Love Junkee (J Dilla Remix)" |                                                                                  |
| 2004 | eLZhi                               | Witness My Growth: The Mixtape '97-'04 MIX          | "Days and Nights", "Concrete Eyes", "Love It Here", "Look at My Friends" |                                                                                  |
| 2004 | Frank-N-Dank                        | Xtended Play Version 3.13 LP                        | "Okay", "Let's Go", "M.C.A. (Music Cemetery of America)" |                                                                                  |
| 2004 | Oh No                               | The Disrupt LP                                      | "Move" |                                                                                  |
| 2004 | Phat Kat                            | The Undeniable LP                                   | "Dedication 2004", "Destiny", "Big Booties" | B.R. Gunna "Big Booties"                                                         |
| 2004 | Proof                               | I Miss the Hip Hop Shop LP                          | "Bring It 2 Me" |                                                                                  |
| 2004 | Prozack Turner                      | Death, Taxes and Prozack LP                         | "Leisure Rules" |                                                                                  |
| 2004 | Slum Village                        | Detroit Deli (A Taste of Detroit) LP                | "Do You" |                                                                                  |
| 2004 | Artisti vari                        | The House Shoes Collection Vol. 1: I Got Next MIX   | Jay Dee - "Beej N Dem (Atomic Dog Remix)", Dabrye - "Game Over", Slum Village - "World Full of Sadness" | Dabrye ("Game Over")                                                             |
| 2004 | Artisti vari                        | Blue Note Revisited                                 | Brother Jack McDuff - Oblighetto (J Dilla Remix) |                                                                                  |
| 2004 | Artisti vari                        | Stones Throw 100 EP                                 | Jaylib - "Popshit" | Jaylib                                                                           |
| 2005 | Common                              | Be LP                                               | "Love Is...", "It's Your World" |                                                                                  |
| 2005 | Copywrite                           | Cruise Control Mixtape Vol. 1 MIX                   | "Clap!", "That's a Wrap", "Alright" |                                                                                  |
| 2005 | Dabrye                              | Two/Three LP                                        | "Game Over (Remix)" | Dabrye                                                                           |
| 2005 | Dwight Trible & The Life Force Trio | Love Is the Answer LP                               | "Antiquity" |                                                                                  |
| 2005 | Jay Dee                             | V.3 Instrumentals                                   | Intera compilation |                                                                                  |
| 2005 | Lawless Element                     | Soundvision: In Stereo LP                           | "The Shining" | Young R.J.                                                                       |
| 2005 | M.E.D.                              | Push Comes to Shove LP                              | "Push", "So Real" |                                                                                  |
| 2005 | Moka Only                           | Dirty Jazz LP                                       | "Franks and Beans", "One Time" |                                                                                  |
| 2005 | Moka Only                           | The Desired Effect LP                               | "One Time (The Re-Up Version)" |                                                                                  |
| 2005 | Slum Village                        | Prequel to a Classic MIX                            | "It'z Your World", "Who Are We?" | Young R.J. ("It'z Your World")                                                   |
| 2005 | Steve Spacek                        | Space Shift LP                                      | "Dollar" |                                                                                  |
| 2005 | Talib Kweli                         | Right About Now: The Official Sucka Free Mix CD MIX | "Roll Off Me" |                                                                                  |
| 2005 | Artisti vari                        | NBA 2K6: The Tracks                                 | Common - "The Movement" |                                                                                  |
| 2006 | A.G.                                | Get Dirty Radio LP                                  | "Hip Hop Quotable" |                                                                                  |
| 2006 | Busta Rhymes                        | The Big Bang LP                                     | "You Can't Hold the Torch" |                                                                                  |
| 2006 | Four Tet                            | Remixes                                             | "As Serious as Your Life (Jay Dee Remix)" |                                                                                  |
| 2006 | Ghostface Killah                    | Fishscale LP                                        | "Beauty Jackson"*, "Whip You with a Strap"* |                                                                                  |
| 2006 | J Dilla                             | Donuts* LP                                          | Intero album |                                                                                  |
| 2006 | J Dilla                             | Donuts: J Rocc's Picks EP                           | Intero EP (con Bonus Track) |                                                                                  |
| 2006 | J Dilla                             | The Shining LP                                      | Intero album | Karriem Riggins, Madlib ("Baby")                                                 |
| 2006 | Oh No                               | Turn That Shit Up MIX                               | "Move", "Pandemonium"* "Loudah" |                                                                                  |
| 2006 | The Roots                           | Game Theory LP                                      | "Dilltastic Vol Won(derful)", "Can't Stop This"* | The Roots                                                                        |
| 2006 | The Visionaries                     | We Are the Ones (We Have Been Waiting For) LP       | "All Right" |                                                                                  |
| 2006 | Artisti vari                        | Hand 2 Hand MIX                                     | "This That Heat"* |                                                                                  |
| 2006 | Artisti vari                        | Chrome Children                                     | Guilty Simpson - "Clap Your Hands", Jaylib - "Take It Back", J Dilla - "Nothing Like This" |                                                                                  |
| 2007 | Busta Rhymes                        | Dillagence MIX                                      | "Words from Ma Dukes", "Takin' What's Mine", "Step Up", "The Conversation", "Code of the Streets", "Lightworks"*, "How We Roll", "Best That Ever Did It", "Psycho", "The Range", "Not Right Now", "The Other Side of the Road", "Who Tryin' to Kill You?", "High", "Dillagence Outro" |                                                                                  |
| 2007 | Chaundon                            | Ambitions as a Writer MIX                           | "Strap"*, "Fuck Ya Damn Beats"* |                                                                                  |
| 2007 | Common                              | Finding Forever LP                                  | "So Far to Go"* |                                                                                  |
| 2007 | Copywrite                           | The Jerk V0 MIX                                     | "Best Seller", "Waiting to Inhale" |                                                                                  |
| 2007 | Ghostface Killah                    | Hidden Darts: Special Edition                       | "Murda Goons"* |                                                                                  |
| 2007 | Guilty Simpson                      | Man's World VLS                                     | "Man's World" |                                                                                  |
| 2007 | Guilty Simpson                      | Stray Bullets MIX                                   | "La La", "Man's World" |                                                                                  |
| 2007 | Illa J                              | Illa J EP                                           | "Me & My Brother" |                                                                                  |
| 2007 | Jay Dee                             | Jaydeelicious: Delicious Vinyl Years                | Intera compilation |                                                                                  |
| 2007 | J Dilla                             | Jay Love Japan EP                                   | Intero EP |                                                                                  |
| 2007 | Phat Kat                            | Carte Blanche LP                                    | "Nasty Ain't It", "My Old Label", "Cold Steel", "Game Time", "Don't Nobody Care About Us" |                                                                                  |
| 2007 | Artisti vari                        | B-Ball Zombie War                                   | Guilty Simpson - "Make It Fast", Madlib - "The Wigflip", Quasimoto - Hydrant Game (Jaylib Remix) |                                                                                  |
| 2008 | Akrobatik                           | Absolute Value LP                                   | "Put Ya Stamp on It" |                                                                                  |
| 2008 | Big Pooh                            | Rapper's Deight LP                                  | "Respect It"*, "Plastic Cups"* |                                                                                  |
| 2008 | J Dilla, Ghostface Killah e Doom    | Sniperlite. 12"                                     | "Sniper Elite"*, "Murda Goons"*, "Sniperlite (Bonus Mix)"* |                                                                                  |
| 2008 | Guilty Simpson                      | Ode to the Ghetto LP                                | "I Must Love You" |                                                                                  |
| 2008 | Illa J                              | Yancey Boys LP                                      | Intero album | Illa J & Mike Floss                                                              |
| 2008 | Q-Tip                               | The Renaissance LP                                  | "Move", "Feva" (UK Bonus Track) |                                                                                  |
| 2008 | Royce da 5'9"                       | Lost and Found MIX                                  | "Snatchies" |                                                                                  |
| 2009 | Doom                                | Born Like This LP                                   | "Gazillion Ear", "Lightworks"* |                                                                                  |
| 2009 | Dynas                               | The Apartment LP                                    | "The Apartment" |                                                                                  |
| 2009 | Finale                              | A Pipe Dream and a Promise LP                       | "Heat" |                                                                                  |
| 2009 | Guilty Simpson                      | Stress VLS                                          | Intero singolo |                                                                                  |
| 2009 | J Dilla                             | Dillanthology 1                                     | Intera raccolta |                                                                                  |
| 2009 | J Dilla                             | Dillanthology 2                                     | Intera raccolta |                                                                                  |
| 2009 | J Dilla                             | Dillanthology 3                                     | Intera raccolta |                                                                                  |
| 2009 | Mos Def                             | The Ecstatic LP                                     | "History" |                                                                                  |
| 2009 | Raekwon                             | Only Built 4 Cuban Linx... Pt. II LP                | "House of Flying Daggers", "Ason Jones", "10 Bricks" |                                                                                  |
| 2009 | Skyzoo                              | The Power of Words MIX                              | "Alphabet Soup" |                                                                                  |
| 2009 | Termanology                         | If Heaven Was a Mile Away                           | Intero album | Scratches di Statik Selektah                                                     |
| 2010 | J Dilla                             | Donut Shop EP                                       | Intero EP |                                                                                  |
| 2010 | Erykah Badu                         | New Amerykah Part Two (Return of the Ankh) LP       | "Love" | Erykah Badu & Mike Chav                                                          |
| 2010 | Slum Village                        | Villa Manifesto LP                                  | "Lock It Down", "We'll Show You" | Young RJ ("We'll Show You")                                                      |
| 2011 | XV                                  | Thanks for the Donuts                               | |                                                                                  |
| 2012 | J Dilla                             | Rebirth of Detroit                                  | Intero album |                                                                                  |
| 2012 | Big Sean                            | Two Can Win Single                                  | "Two Can Win (Freestyle)" |                                                                                  |
| 2012 | Joey Badass                         | 1999                                                | "Snakes" (with T'Nah), "Where It'$ At?" (with Kirk Knight) |                                                                                  |
| 2012 | Lil B                               | The Basedprint II                                   | "Dress for the Occasion" |                                                                                  |
| 2013 | Yancey Boys (Illa J & Frank Nitt)   | Sunset Blvd. LP                                     | Intero album |                                                                                  |
| 2013 | Joey Badass                         | Two Lips 7"                                         | Intero singolo |                                                                                  |
| 2013 | Talib Kweli                         | Gravitas LP                                         | "Colors of You" |                                                                                  |
| 2014 | Jaded Incorporated                  | The Big Knock                                       | "Monster" |                                                                                  |
| 2014 | Magnif                              | The Shining PT.2                                    | Intero singolo |                                                                                  |
| 2014 | MK Asante                           | Buck: Original Book Soundtrack                      | "My Victory" (with Maya Angelou) |                                                                                  |
| 2014 | Nas                                 | The Season                                          | Intero singolo |                                                                                  |
| 2015 | Esham                               | Dichotomy LP                                        | "Birdz Nest" |                                                                                  |
| 2015 | Frank Nitt                          | Frankie Rothstein LP                                | "Official Supreme" (featuring Botni Applebum) |                                                                                  |
| 2015 | Joey Bada$$                         | B4.Da.$$ LP                                         | "Like Me" (featuring BJ the Chicago Kid) | The Roots and Adam Pallin ("Like Me")                                            |
| 2015 | Lupe Fiasco                         | Pharoah Height                                      | "Of" |                                                                                  |
| 2015 | Magnif                              | The Last                                            | Intero singolo |                                                                                  |
| 2015 | Slum Village                        | Yes! LP                                             | "Intro", "Fantastic/Love Is", "Tear It Down", "Expressive", "Windows", "Yes Yes" (Remix), "Right Back", "Too Much", "What We Have" |                                                                                  |
| 2016 | Phife Dawg                          | Nutshell                                            | Intero singolo |                                                                                  |
| 2016 | J Dilla                             | The Diary LP                                        | "The Anthem", "Trucks", "Give Them What They Want", "Fuck the Police" |                                                                                  |
| 2016 | Snoop Dogg                          | Coolaid LP                                          | "My Carz" | "My Carz" samples "Trucks" by J Dilla                                            |
| 2017 | Amp Fiddler                         | Amp Dog Knights LP                                  | "Return Of The Ghetto Fly", "Through Your Soul" |                                                                                  |
| 2017 | Frank n Dank                        | The Jay Dee Tapes EP                                | "Let’s Go", "Things Ain’t The Same", "Reach For The Sky" |                                                                                  |
| 2017 | Rah Digga                           | Everything Is A Story LP                            | "It's Gonna Get Worse" |                                                                                  |
| 2017 | XXXTENTACION                        | A Ghetto Christmas Carol EP                         | "Hate Will Never Win" |                                                                                  |
| 2017 | Young RJ                            | Blaq Royalty LP                                     | "Motion" | Young RJ                                                                         |